# Professor Satchafunkilus and the Musterion of Rock
A Professor Satchafunkilus and the Musterion of Rock Joe Satriani gitáros tizenkettedik nagylemeze.

## Áttekintés
A cím első része, Professor Satchafunkilus, Satriani becenevéből, a Satch-ből adódik. A cím második részében a „Musterion” szót „mystery”-nek vagy „secret”-nek is lehet értelmezni, vagyis egy olyan dolognak, amelyet még addig nem lehet tudni, míg az fel nem tárul.
Ezen az albumon a kreatív Satriani és John Cuniberti producerkedett, továbbá részt vett az album elkészítésében a sokéves tapasztalattal rendelkező zenei tehetség, Jeff Campitelli mint dobos és a híres Matt Bissonette basszusgitáros. Érdekességképpen, a lemezen közreműködött Joe fia is, ZZ Satriani, aki tenorszaxofonon játszik a negyedik számban.
Satriani beszállt egy speciális Guitar Center Session turnéba, amely az album megjelenésének időpontjakor indult el és április 11-én ért véget. Ezután, Satch egy világ körüli turnéra is jelentkezett április 30-tól egészen 2008 őszéig. A turné során először Dél-Amerikába, aztán Európába megy, többek között Lisszabonba, Portugáliába, majd Ausztráliába, s végül az Amerikai Egyesült Államokba.

## Érdekességek
- A Revelation című ballada eredetileg Satch egyik barátja, Steve Morse apjának a haláláról szól, ám Joe rájött a dal készítése folyamán, hogy végül is a saját apjának a haláláról írja a számot. Összességében, ez a harmadik szám, amely Satriani apjának a haláláról szól. A legelső az Into The Light volt a Flying In A Blue Dream című lemezről, a második pedig a Cryin' című dal, a The Extremist-ről.
- A dal legtöbbje 2006 után lett komponálva, a Come On Baby kivételével. Ezt még 1993 telén kezdte el írni, mikor Lake Tahoe-ban volt vakáción. Még nem volt 2007, mikor fia, ZZ Satriani unszolására rájött, hogy ideje befejezni a számot, s végül egy szerelmi ballada lett belőle, amelyet feleségének, Rubina Satriani-nak írt.
- Az előző albumain szereplő számok címei különböző sci-fi utalásokat rejtettek, csak úgy, mint a mostani lemezén is. Ez a két szám, az Aşık Veysel és az Andalusia, mely előbbinél a közismert törökországi saz játékosra, Aşık Veysel-re emlékszik meg Joe.
- Satriani tovább viszi a robotok emberi oldalának a felfedezését, kezdve az előző albumon szereplő (Super Colossal) One Robot's Dream című dalával, s a mostani I Just Wanna Rock nótával, amely egy robot rock koncert béli tapasztalatairól szól.

## Számlista
Az összes szám szerzője Joe Satriani. 
| 1.    | Musterion                  | 4:37 |
| 2.    | Overdriver                 | 5:06 |
| 3.    | I Just Wanna Rock          | 3:27 |
| 4.    | Professor Satchafunkilus   | 4:47 |
| 5.    | Revelation                 | 5:57 |
| 6.    | Come On Baby               | 5:49 |
| 7.    | Out of the Sunrise         | 5:43 |
| 8.    | Diddle-Y-A-Doo-Dat         | 4:16 |
| 9.    | Aşık Veysel                | 7:42 |
| 10.   | Andalusia                  | 6:51 |
| 11.   | Ghosts (iTunes bonus szám) | 4:29 |
| 54:20 |                            |      |

## Közreműködők
- Joe Satriani – gitár, ének
- Matt Bissonette – basszusgitár
- Jeff Campitelli – dob
- ZZ Satriani – tenorszaxofon
- John Cuniberti – ütőhangszerek

## Külső hivatkozások
- Hivatalos oldal (angolul)
- Podcast-ek az albumhoz (angolul)
- Interjú az album készítéséről (angolul)